# Graphpak

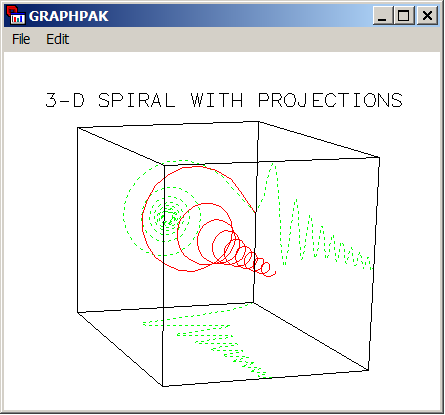
Exemple d'affichage sous GRAPHPAK.

Graphpak est un espace de travail basé sur le langage APL et spécialisé dans le traitement des collections de données, vecteurs et tableaux. Il trace dans une fenêtre qui se crée automatiquement parallèlement à celle de la session en cours, permettant une interactivité sans interférence.

## Fonctionnement
L'espace de travail est constitué pour des raisons historiques de groupes indépendants, dont on peut ne charger qu'une partie (en sus de la base GPBASE) si l'on est assujetti à des contraintes mémoire trop importantes. Ce besoin a disparu avec les tailles de RAM et de disque actuelles (2016), mais les groupes restent parfois utilisés pour ne pas trop encombrer l'espace des noms (table des symboles).
Le groupe indispensable comprend les fonctions graphiques de base (GPBASE) et leur interaction avec les processeurs auxiliaires. Il doit toujours être présent.
Les groupes spécialisés concernent :
- Le tracé de courbes (GPPLOT)
- Le tracé de diagrammes, histogrammes, arbres (GPCHT)
- L'ajustage de courbes (régressions linéaires et polynomiales, splines…) : GPFIT
- L'affichage de courbes de niveau, dites « de contour » : GPCONT
- Des opérateurs graphiques de rotation 3D, homothétie et présentation, y compris en mode stéréographique (GPGEOM)

Un dernier groupe nommé GPDEMO contient une démonstration automatique des possibilités de GRAPHPAK, ce qu'on nomme aujourd'hui un tour.
Pour donner à un espace de travail existant des possibilités de sortie graphique, il suffit donc d'y copier les groupes dont on a besoin, et seulement ceux-là.Cette possibilité était importante à l'époque où l'on travaillait sur des espaces de travail de 4 Mo (1980, sur les mainframes. Elle l'est beaucoup moins en 2016, où des espaces de 128 Mo et plus sont courants pour un particulier.

## Logiciels similaires
Les fonctions de tracé de courbes du logiciel GNU Octave sont très voisines de celles de GRAPHPAK.